# Sądowe ustalenie ojcostwa
Sądowe ustalenie ojcostwa – jeden ze sposobów, obok uznania ojcostwa przez ojca, na ustalenie ojcostwa według polskiego prawa rodzinnego, gdy:
- nie zachodzi domniemanie, że ojcem jest mąż matki lub
- takie domniemanie zostało obalone[1].

Sądowego ustalenia ojcostwa żądać może matka dziecka, domniemany ojciec (legitymacja czynna została przyznana domniemanemu ojcu nowelizacją Kodeksu rodzinnego i opiekuńczego w 2004 roku) lub samo dziecko – jednak gdy dziecko osiągnie pełnoletniość, z żądaniem wystąpić może tylko ono. Prokurator, Rzecznik Praw Obywatelskich i Rzecznik Praw Dziecka (odpowiednio: na podstawie art. 86 KRO, art. 14 pkt 4 ustawy o RPO i art. 10 ust. 1 pkt 3 ustawy o RPD) również mogą wytoczyć powództwo, działając w ochronie interesu społecznego lub dobra dziecka (w przeciwieństwie do matki i domniemanego ojca także po śmierci dziecka; mogą oni natomiast wytoczyć powództwo, jeżeli dziecko zmarło w okresie małoletności). Prokuratora nie ogranicza w tym żaden termin. To samo dotyczy Rzecznika Praw Obywatelskich i Rzecznika Praw Dziecka. Jeżeli doszło do przysposobienia nierozwiązywalnego, sądowe ustalenie ojcostwa nie jest dopuszczalne.
Matka, dziecko, prokurator, Rzecznik Praw Obywatelskich i Rzecznik Praw Dziecka wytaczają powództwo przeciwko domniemanemu ojcu. Gdy mężczyzna ten nie żyje, pozywa się kuratora ustanowionego przez sąd opiekuńczy. Mężczyzna wytacza powództwo przeciwko matce dziecka i przeciwko dziecku. Jeżeli matka dziecka nie żyje, pozywa on dziecko, a jeżeli także dziecko nie żyje – kuratora ustanowionego przez sąd opiekuńczy. W razie śmierci dziecka, które wniosło pozew, ustalenia ojcostwa mogą żądać jego zstępni.
W Polsce testu DNA można odmówić, jednak może to zostać uznane przez sąd jako argument za rodzicielstwem odmawiającego.
Jeśli ekspertyza sądowolekarska wyklucza ojcostwo pozwanego mężczyzny, powództwo zostaje oddalone. Wynika to zwykle z jednej z poniższych sytuacji:
- u kobiety występuje wczesne krwawienie ciążowe (zwane też fałszywą miesiączką). Niekiedy na początku ciąży występuje krwawienie w przewidywanym terminie miesiączki (do 8 tygodnia, czyli nawet dwa razy), które kobieta może pomylić z normalnym krwawieniem miesięcznym. Powoduje to, że za ojca dziecka uważa ona mężczyznę, z którym współżyła po ostatniej „miesiączce”.
- kobieta w okresie koncepcyjnym współżyła z kilkoma partnerami, a ponieważ polskie ustawodawstwo pozwala pozywać tylko jednego mężczyznę, w pierwszej kolejności pozywany jest mężczyzna, którego ojcostwo jest najprawdopodobniejsze (na przykład stały chłopak w danym okresie, a nie przygodny kochanek) lub najbardziej pożądane (najzamożniejszy z tych mężczyzn)
- celowo pozywany jest mężczyzna niebędący ojcem, przy czym upowszechnienie badań DNA zmieniło nieco charakter tych sytuacji:
  - do czasu wprowadzenia badań DNA powszechnie wierzono, że badania antygenów grupowych krwi i antropologiczne mają niską siłę wykluczenia (w przypadku badania grup krwi ABO i Rh prawdopodobieństwo wykluczenia ojcostwa mężczyzny niebędącego ojcem istotnie wynosiło tylko 0,27, ale od roku mniej więcej 1980 badano kilkanaście układów grupowych – MN, Kell, Duffy – oraz antygeny HLA, co dawało prawdopodobieństwo wykluczenia rzędu 0,95, lecz nie była to wiedza łatwo dostępna), więc niektóre kobiety pozywały bogatych mężczyzn (często sąsiadów), z którymi nie współżyły
  - ponieważ powszechnie wiadomo, że siła wykluczeniowa badań DNA jest bardzo wysoka (co najmniej 0,9999), obecnie sytuacje powyżej opisane nie mają prawie wcale miejsca. Ponieważ jednak równoczesny postęp w metodach wykrywania ciąży umożliwia jej wykrycie dużo wcześniej niż kiedyś, zdarzają się przypadki, że kobieta będąca w ciąży z przygodnym partnerem nierokującym płacenia alimentów stara się doprowadzić jak najszybciej do stosunku z innym mężczyzną (pewniejszym), po czym usiłuje przekonać go do „ojcostwa” (a pozew jest elementem tych działań, bo kobieta stara się wtedy odwieść mężczyznę od wykonania badań DNA i przekonać do zawarcia ugody). Działania takie mogą przynieść skutek, gdyż ciąża jest wykrywana wcześnie, więc mężczyzna nie nabierze podejrzeń, że trwała krótko, a dziecko jest donoszonym noworodkiem, a nie wcześniakiem.
- dziecko zostało zamienione w szpitalu (sporadycznie).